# Pseudophacopteron caffrariense
Pseudophacopteron caffrariense är en insektsart som beskrevs av Capener 1973. Pseudophacopteron caffrariense ingår i släktet Pseudophacopteron och familjen Phacopteronidae. Inga underarter finns listade i Catalogue of Life.